# Montenois
Montenois település Franciaországban, Doubs megyében. Lakosainak száma 1394 fő (2022. január 1.). Montenois Arcey, Beutal, Bretigney, Faimbe, Lougres, Onans és Sainte-Marie községekkel határos.

## Népesség
A település népességének változása:
| Lakosok száma | 568  | 773  | 1011 | 1467 | 1526 | 1519 | 1501 | 1472 | 1459 | 1394 |
|               | 1968 | 1982 | 1990 | 2006 | 2013 | 2015 | 2017 | 2019 | 2020 | 2022 |